# Bagarius suchus
Bagarius suchus ist eine Fischart aus der Gattung der Teufelswelse (Bagarius) und der Familie der Gebirgswelse (Sisoridae). Sie kommt in den Flusssystemen des Mekong und Mae Nam Chao Phraya (Thailand) vor. Die Art wird wirtschaftlich genutzt und frisch verkauft, das Fleisch verdirbt allerdings sehr schnell und kann dann zu Vergiftungen führen.

## Merkmale
Bagarius suchus erreicht eine Körperlänge von bis zu 70 Zentimetern. Der Kopf ist breit und abgeflacht, mit großem, breitem Maul und vier Paar Barteln, von denen das Paar am Oberkiefer eine gut ausgebildete Membran aufweist. Die Rückseite des Kopfes und der Prädorsalplatte sind runzelig und nicht von Haut bedeckt. Ein scharfer Grat verläuft auf dem Hinterhaupt und zwei Grate auf der Prädorsalplatte. Die Haut der Kopf- und Körperseiten weist zahlreiche, nah beieinanderliegende Knoten auf. Über den paarigen Flossen liegen dunkle Bänder, dazwischen dunkle Flecken um die Seitenlinie herum. Die Fettflosse sitzt weiter hinten, als bei anderen Bagarius-Arten, dahinter liegen auffällige Grate, die durch die verlängerten Dornfortsätze gebildet werden.

## Lebensweise
Die Art besiedelt große Flüsse, meist in der Nähe von Stromschnellen und ernährt sich vorwiegend von kleineren Fischen.

## Belege
- Bagarius suchus auf Fishbase.org (englisch)
- W. J. Rainboth: Fishes of the Cambodian Mekong. FAO species identification sheets for fishery purposes. Food and Agriculture Organization, Rom 1996, S. 160 (englisch).

### Weblink
- Bagarius suchus in der Roten Liste gefährdeter Arten der IUCN 2013.2. Eingestellt von: Allen, D., 2011. Abgerufen am 10. Januar 2014.